# Sensitiva
La sensitiva, vergonyosa o dormilega (Mimosa pudica) és una planta d'origen americà de la família de les fabàcies. És fàcilment distingible por la seva reacció al tacte, desenvolupada com a defensa davant els depredadors. Originària del Brasil, és naturalitzada en moltes altres regions tropicals i es ven com ornamental pel tropisme de les fulles en ser tocades.

## Morfologia
És una planta herbàcia, perenne, de fins a un metre d'alçada i amb arrels molt desenvolupades. Les fulles són pinnaticompostes o bipinnades, formades per dos parells de pinnes que contenen de 15-25 parells de folíols lineals obtusos, amb una forma que recorda a la de les falgueres. Les flors són petites, de color rosat, malva o purpúries. El fruit és una llegum. La seva vida és relativament curta, fins a 5 anys aproximadament.

## Usos
La sensitiva és una planta medicinal coneguda per la seva acció sedativa (és recomanada per l'insomni i per relaxar un estat de nerviosisme). Es pren en infusió ja sigui de la planta sencera, o d'algunes parts de la planta com les arrels o les fulles. S'utilitza en homeopatia en solució sota el nom de Poconeol.
La sensitiva conté mimosina un compost que les diverses proves experimentals han demostrat què té certa activitat diürètica, promou la regeneració de teixit nerviós i redueix la menorràgia.

## Toxicitat
Totes les parts de la sensitiva són potencialment tòxiques, motiu pel qual el seu ús és desaconsellat en l'embaràs i en període de lactància. Pot provocar casos de dermatitis, i en rumiants pot donar problemes gastrointestinals.

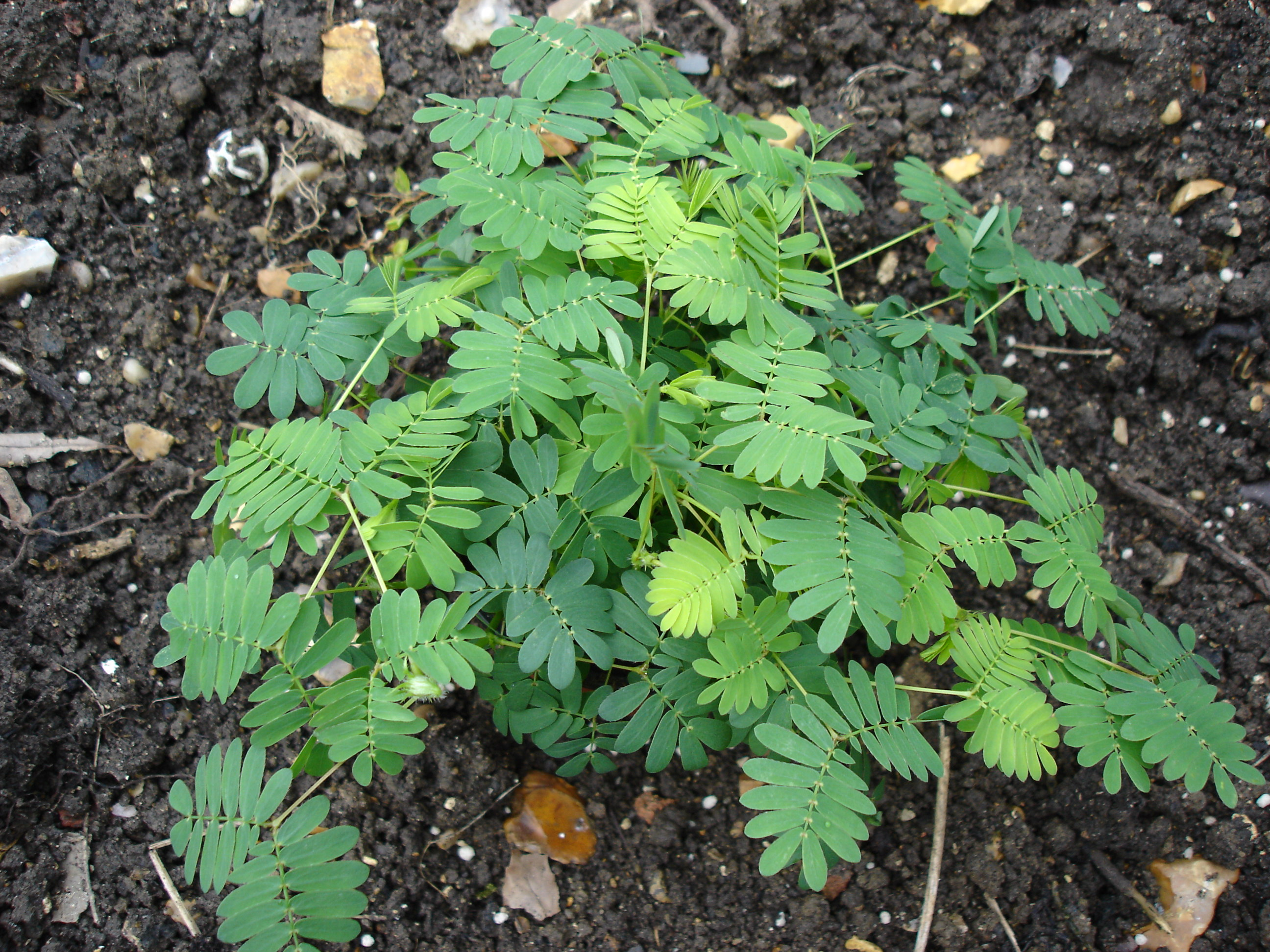
Mimosa pudica amb els foliols oberts
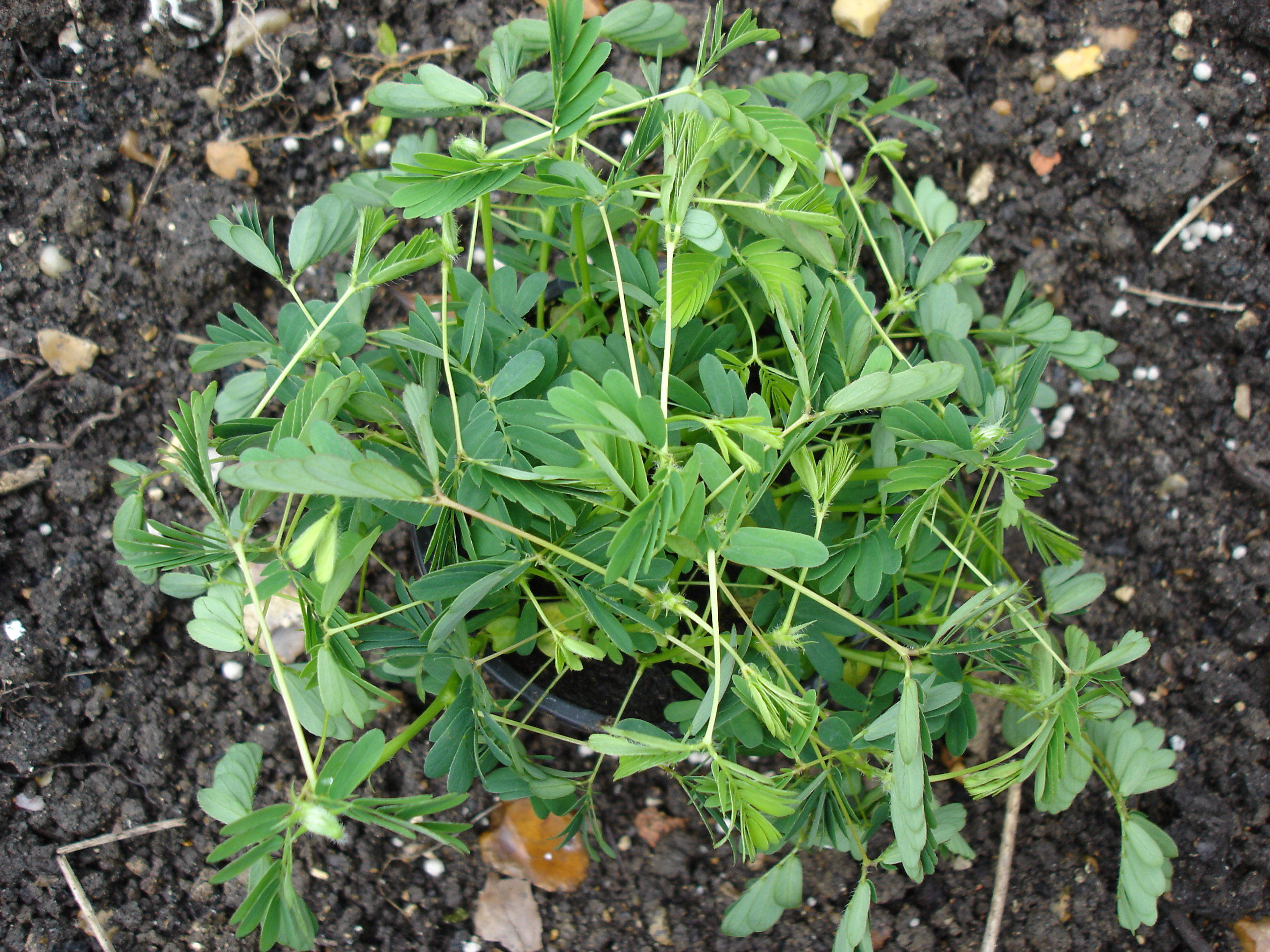
Mimosa pudica amb els foliols tancats
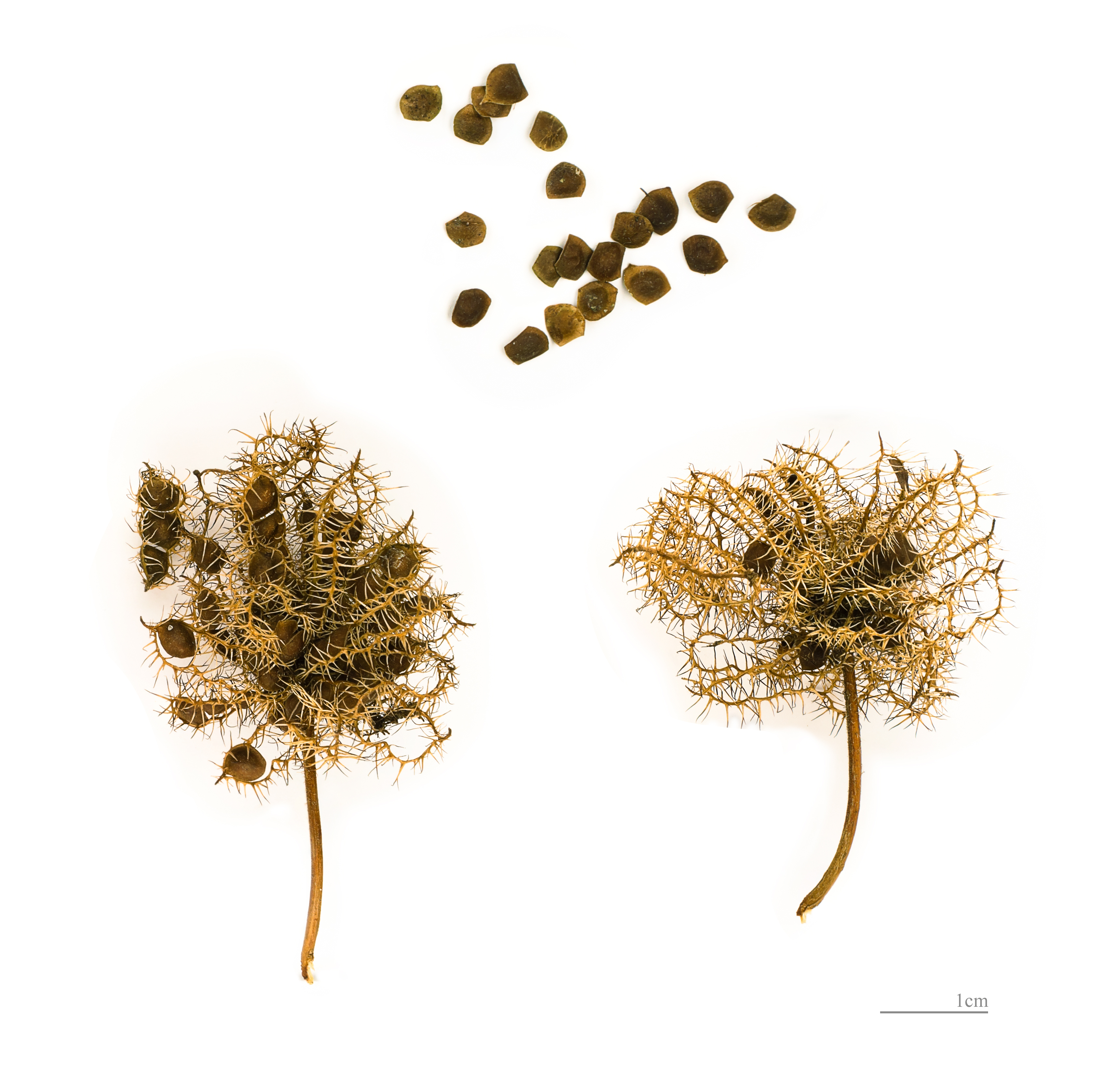
Mimosa pudica